# 電子サイドミラー

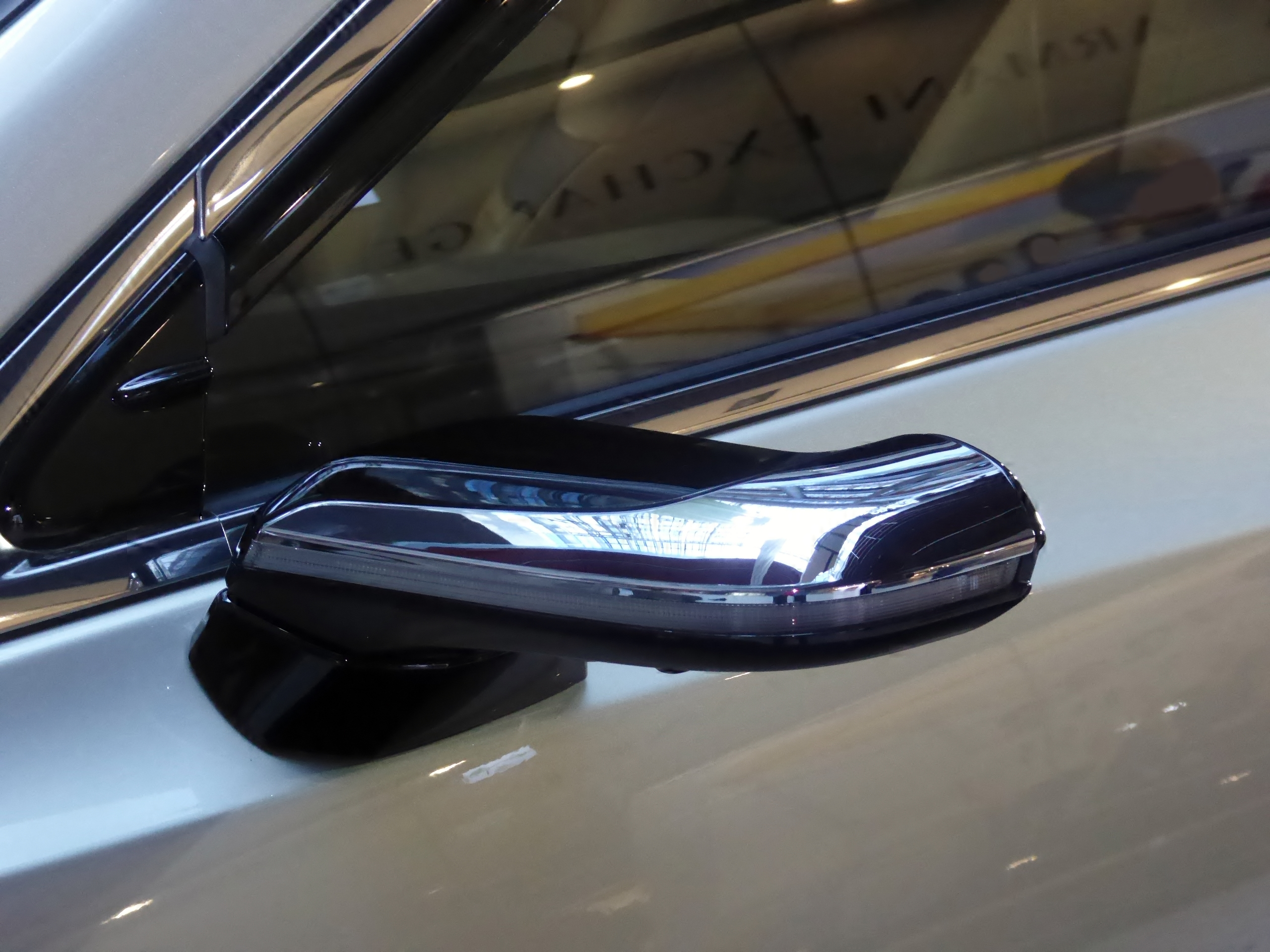
レクサス・ESの電子サイドミラー

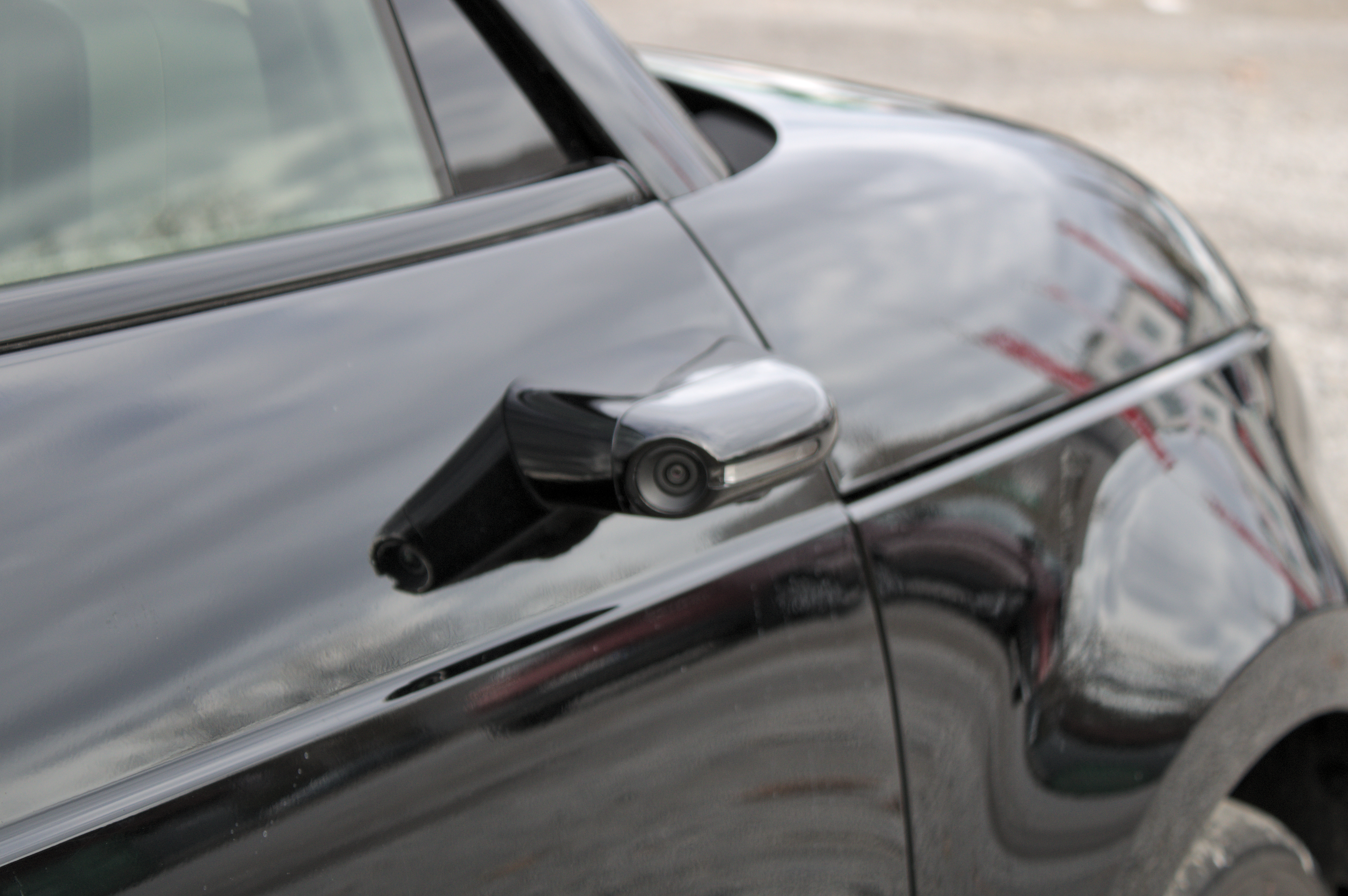
ホンダ・eの電子サイドミラー

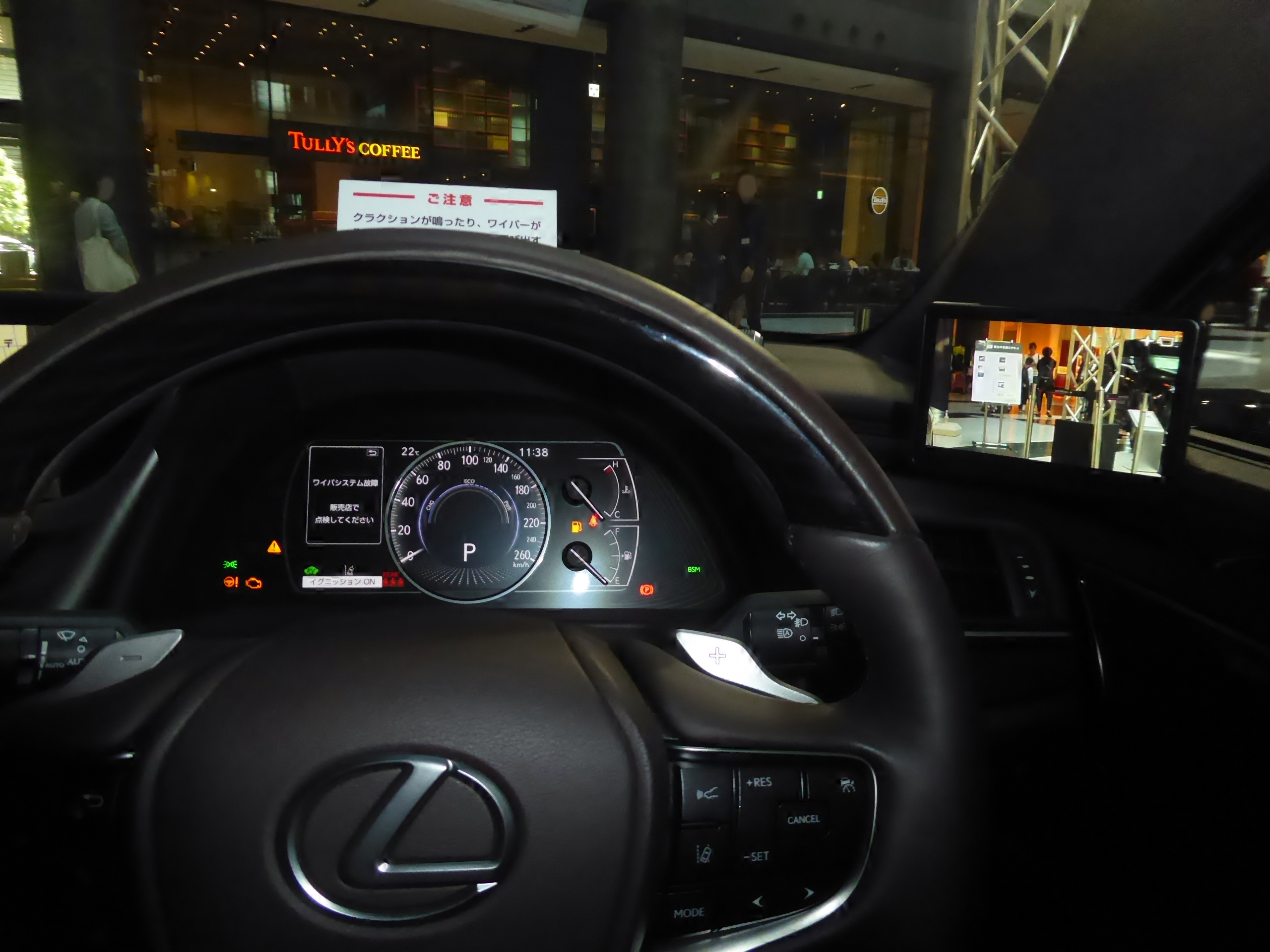
車内のミラーモニター (レクサス・ES)

電子サイドミラー（でんしサイドミラー）とは、ドアミラーの代わりにカメラとモニターを使ってサイドビューを表示するシステム。
電子サイドミラーは、電子ミラー、電子ドアミラー、デジタルサイドミラーとも呼ばれている。

## 概要
2016年6月、国土交通省が道路運送車両の保安基準を改定、自動車のバックミラーやドアミラーに代えて、カメラとモニターで視界を確保する「ミラーレス車」の生産を許可。
2018年10月、トヨタ自動車は、サイドミラーをカメラとモニターに置き換える電子ドアミラーシステムを世界で初めて市販車（レクサス・ES）に搭載。
2019年6月、中国上海で開催されている「CES Asia 2019」でアウディ初のEV（電気自動車）「e-tron」にオプション装備の電子ミラー「バーチャルエクステリアミラー」を公開。
2020年8月、本田技研工業は、ドアミラーレスの新型電気自動車「ホンダ・e」を発売。
2021年5月、東海理化は、フェンダー部搭載の電動格納機能付き電子ミラーとして世界初の「フェンダー付けデジタルアウターミラー」を開発したと発表した。

## メリット・デメリット
メリット
- ドアミラーよりも空気抵抗が少なく、燃費や静粛性に有利
- 視野範囲が広く、夜間や雨天でも視認性が高い
- カメラの角度やズームを調整することができる
- モニターには目安ガイド線やサイド補助線などがあり、安全確認をサポート
- 安全装備と連携して警告表示などが可能になる

デメリット
- コストが高い
- 距離感やスピード感が把握しにくく、慣れが必要
- 映像がちらつくことがある
- カメラやモニターなどの電子部品を使っているので、故障する可能性はある
- モニターを設置する場所の確保が難しい

### 今後
電子サイドミラーは、レクサスESやアウディe-tronなどの専用タイプから始まったが、最近では蝦眼(エビアイ)などの汎用タイプも登場している。自動車市場が電気自動車（EV）シフトにつれて、電子サイドミラーは今後さらに普及が進むそうだ。